# Charles Edward Snodgrass
Charles Edward Snodgrass (* 28. Dezember 1866 bei Sparta, White County, Tennessee; † 3. August 1936 in Crossville, Tennessee) war ein US-amerikanischer Politiker. Zwischen 1899 und 1903 vertrat er den Bundesstaat Tennessee im US-Repräsentantenhaus.

## Werdegang
Charles Snodgrass war ein Neffe von Henry C. Snodgrass (1848–1931), der zwischen 1891 und 1895 ebenfalls für den Staat Tennessee im Kongress saß. Der jüngere Snodgrass besuchte die öffentlichen Schulen seiner Heimat. Nach einem anschließenden Jurastudium und seiner Zulassung als Rechtsanwalt begann er ab 1888 in Crossville in seinem neuen Beruf zu arbeiten. Gleichzeitig schlug er als Mitglied der Demokratischen Partei eine politische Laufbahn ein.
Bei den Kongresswahlen des Jahres 1898 wurde er im vierten Wahlbezirk von Tennessee in das US-Repräsentantenhaus in Washington, D.C. gewählt, wo er am 4. März 1899 die Nachfolge von Benton McMillin antrat. Nach einer Wiederwahl im Jahr 1900 konnte er bis zum 3. März 1903 zwei Legislaturperioden im Kongress absolvieren. Im Jahr 1902 wurde er von seiner Partei nicht mehr zur Wiederwahl nominiert. Nach seinem Ausscheiden aus dem US-Repräsentantenhaus war er bis 1934 an verschiedenen Gerichten als Richter tätig. Danach zog er sich in den Ruhestand zurück, den er in Crossville verbrachte, wo er am 3. August 1936 starb. Er war mit Lola Adel Webb (1873–1944) verheiratet, mit der er vier Kinder hatte.